# V557 Возничего
V557 Возничего (лат. V557 Aurigae) — одиночная переменная звезда в созвездии Возничего на расстоянии (вычисленном из значения параллакса) приблизительно 34883 световых лет (около 10695 парсеков) от Солнца. Видимая звёздная величина звезды — от +10,6m до +10,3m.

## Характеристики
V557 Возничего — красная углеродная пульсирующая полуправильная переменная звезда (SR:) спектрального класса C(N) или N3. Эффективная температура — около 3336 K.